# آلفی آلن
آلفی اوان آلن (انگلیسی: Alfie Evan Allen؛ زاده ۱۲ سپتامبر ۱۹۸۶) هنرپیشه اهل بریتانیا است که بیشتر برای بازی در نقش تئون گریجوی در مجموعه تلویزیونی بازی تاج و تخت شناخته شده‌است. او همچنین در فیلم چگونه یک دختر درست کنیم نیز بازی کرده‌است.

## سال‌های ابتدایی
الن در همراسمیث لندن به دنیا آمد. او پسر تهیه‌کننده فیلم، الیسون اوون و کیث الن بازیگر است. خواهر بزرگتر او، لیلی الن خواننده است که آهنگی به نام «الفی» دربارهٔ برادرش خوانده‌است. او به مدرسه ویندلشام هاوس در ساسکس، نزدیک رامزی به مدرسه امبلی پارک، در پورتسماوث به دانشگاه سنت جان و در همپستد به دانشگاه هنرهای زیبا رفت. هم چنین او سومین عموزاده خواننده بریتانیایی، سم اسمیث، است.

## مسیر شغلی
اولین حضور حرفه‌ای الن در یک کمدی به نام تو اینجایی در سال ۱۹۹۸ بود که توسط مت لوکاس و دیوید ویلیامز نوشته شده بود. همان سال، الن و خواهرش در فیلم الیزابت ظاهر شدند که توسط مادرشان تهیه شده بود.
کار ابتدایی او شامل نقش‌های کوچکی در مأمور کودی بنکس ۲: مقصد لندن به کارگردانی عمویش کوین الن، فیلم کفاره و درام تاریخی تلفات ۱۹۰۷ در نقش نوبی کلارک بود.
در آوریل ۲۰۰۹، او همراه با جیمی وینستون در موزیک ویدیوی "دیوانگی" برای داست دویل" بازی کرد. هم چنین نقشی در فیلم سقوط آزاد داشت.
در سال ۲۰۱۱ و با حضور در نقش تیان گریجوی در سریال بازی تاج و تخت، الن توجه بین‌المللی را جلب کرد. در سال ۲۰۱۲، او در فیلم بریتانیایی توقیف بازی کرد. و در سال ۲۰۱۴ نیز در فیلم جان ویک در نقش لوسف تراسوو بازی کرد.